# Empedokles
Empedokles (omkring 490 – omkring 430 f.Kr.) var en græsk, førsokratisk filosof, bosat i Akragas (vore dages Agrigento) i Magna Graecia.  Hans far, Meto eller Meton, skal have været afgørende i afsættelsen af tyrannen Thrasydaeus i 470 f.Kr.  Hans farfar af samme navn skal have vundet hestevæddeløbet i de olympiske lege i 496 f.Kr. Empedokles var fortrolig med Parmenides' værker, som inspirerede ham til at skrive i heksameter. 
Empedokles' skrifter har overlevet i større grad end nogen anden førsokratisk filosofs, dog kun i fragmenter. Hans død blev mytologiseret af antikkens skribenter - ifølge nogle kilder kastede han sig i vulkanen Etna, så kun en sandal var tilbage - og har været emne for en række litterære behandlinger som Der Tod des Empedokles af Friedrich Hölderlin (1797–1800)  og et digt af Matthew Arnold.  Ifølge Aristoteles blev Empedokles 60 år, mens andre påstår, han blev 109. Hans død skildres både som druknedød, hængning, et fald fra en vogn og springet ned i Etnas krater. 

## Politisk karriere
Empedokles selv skal have været velstående og generøs med sine midler overfor de fattige, men desto strengere mod andre aristokrater. Nogle kilder omtaler hans rejser til Syditalien, Peloponnes og Athen og endda længere østpå. Han var kendt for en kongelig fremtræden, alvorlig og i farvestrålende antræk. Som forkæmper for folkestyre og ligestilling var han meget afholdt og startede sin politiske karriere med at efterforske og dømme to tjenestemænd for deres arrogante opførsel mod besøgende udlændinge. Han greb også ind mod antidemokratiske borgere og gik i sin fars fodspor, da han bidrog til afsættelsen af et oligarki og fik indsat et folkestyre i Akragas. Han fik tilbudt regeringsmagten i bystaten, men afslog. 

## Pythagoræernes påvirkning
Påvirket af pythagoræerne var Empedokles vegetarianer og troede som dem på sjælevandring.  Han mente, ondskaben kom ind i verden, da menneskene begyndte at slå levende væsner ihjel og spise kødet. I stedet for skulle man underkaste sig kærligheden og ophøre med at spise kød, fordi sjælen går fra ét legeme til et andet. Han tillægges to digte i episke heksametre: Om naturen og Renselserne, men de kan have udgjort ét digt. 

## De fire elementer
Empedokles er mest kendt for sin lære om de fire elementer eller grundstoffer; de urstoffer, som verden er bygget op af, nemlig ild, vand, jord og luft. Når elementerne blandes i forskellige forhold, skyldes det ifølge Empedokles de to kosmiske principper "kærlighed" og "strid". (Muligvis benyttede han disse benævnelser som symbolske navne for tiltrækning og frastødning.) Kredsløbene skyldes, at disse to principper skiftevis dominerer. Derved forklarede han tilblivelse og undergang, ændring og bevægelse, som var fænomener, der optog de græske filosoffer meget. Zeus repræsenterede luften, Hera ilden, Hades jorden og Nestis vandet. Det er verdens bestanddele, og de er uforgængelige; men blandet i forskellige forhold og påvirket af de to kosmiske principper danner de forskellige stoffer. Han overførte også sine teorier til biologien i en type evolutionsteori. Der er dog kun brudstykker kendt af hans skrifter, gennem andres citater, i alt omkring 450 linjer. 
Aristoteles optog læren om de fire elementer, men tilføjede æteren, "det femte element", quinta esséntia, deraf ordet "kvintessens". 